# Kanton Épernay-1
Der Kanton Épernay-1 ist seit 1973 ein französischer Wahlkreis im Arrondissement Épernay, im Département Marne und in der Region Grand Est; sein Hauptort ist Épernay.

## Gemeinden
Der Kanton besteht aus 18 Gemeinden und Teilgemeinden mit insgesamt 25.635 Einwohnern (Stand: 1. Januar 2022) auf einer Gesamtfläche von 201,73 km²:
| Gemeinde          | Einwohner 1. Januar 2022 | Fläche km² | Dichte Einw./km² | Code INSEE | Postleitzahl |
| ----------------- | ------------------------ | ---------- | ---------------- | ---------- | ------------ |
| Ambonnay          | 962                      | 11,80      | 82               | 51007      | 51150        |
| Avenay-Val-d’Or   | 961                      | 12,49      | 77               | 51028      | 51160        |
| Aÿ-Champagne      | 5.148                    | 31,94      | 161              | 51030      | 51150, 51160 |
| Bouzy             | 833                      | 6,26       | 133              | 51079      | 51150        |
| Champillon        | 511                      | 1,46       | 350              | 51119      | 51160        |
| Cumières          | 716                      | 2,99       | 239              | 51202      | 51480        |
| Dizy              | 1.485                    | 3,23       | 460              | 51210      | 51530        |
| Épernay           | 7.599                    | 5,76       | 1.319            | 51230      | 52000        |
| Fontaine-sur-Ay   | 315                      | 7,72       | 41               | 51256      | 51160        |
| Germaine          | 529                      | 14,87      | 36               | 51266      | 51160        |
| Hautvillers       | 628                      | 11,77      | 53               | 51287      | 51160        |
| Magenta           | 1.686                    | 0,97       | 1.738            | 51663      | 51530        |
| Mardeuil          | 1.463                    | 9,19       | 159              | 51344      | 51530        |
| Mutigny           | 206                      | 3,75       | 55               | 51392      | 51160        |
| Nanteuil-la-Forêt | 300                      | 14,55      | 21               | 51393      | 51480        |
| Saint-Imoges      | 331                      | 17,13      | 19               | 51488      | 51160        |
| Tours-sur-Marne   | 1.371                    | 23,51      | 58               | 51576      | 51150        |
| Val de Livre      | 591                      | 22,34      | 26               | 51564      | 51150        |
| Kanton Épernay-1  | 25.635                   | 201,73     | 127              | 5107       | –            |

1. ↑   Nur der nordöstliche Teil der Gemeinde, der Rest gehört zum Kanton Épernay-2.

Bis zur landesweiten Neuordnung der französischen Kantone im März 2015 gehörte zum Kanton Épernay-1 ein Teil der Gemeinde Épernay. Er besaß vor 2015 einen anderen INSEE-Code als heute, nämlich 5111.

## Veränderungen im Gemeindebestand seit der landesweiten Neuordnung der Kantone
2016:
- Fusion Ay, Bisseuil und Mareuil-sur-Ay → Aÿ-Champagne
- Fusion Louvois und Tauxières-Mutry → Val de Livre